# Helle Helle
Pour les articles homonymes, voir Stenberg.
Helle Helle, anciennement Helle Krogh Hansen, est une écrivaine danoise née Helle Olsen le 14 décembre 1965 à Nakskov.

## Œuvres
- Biler og dyr (2009)
- Ned til hundene (2009)
- Rester (2011)
- Rødby (2011)
- Hus og hjem (2011)
- Hvis det er (2014)
- de (2018)